# Saub

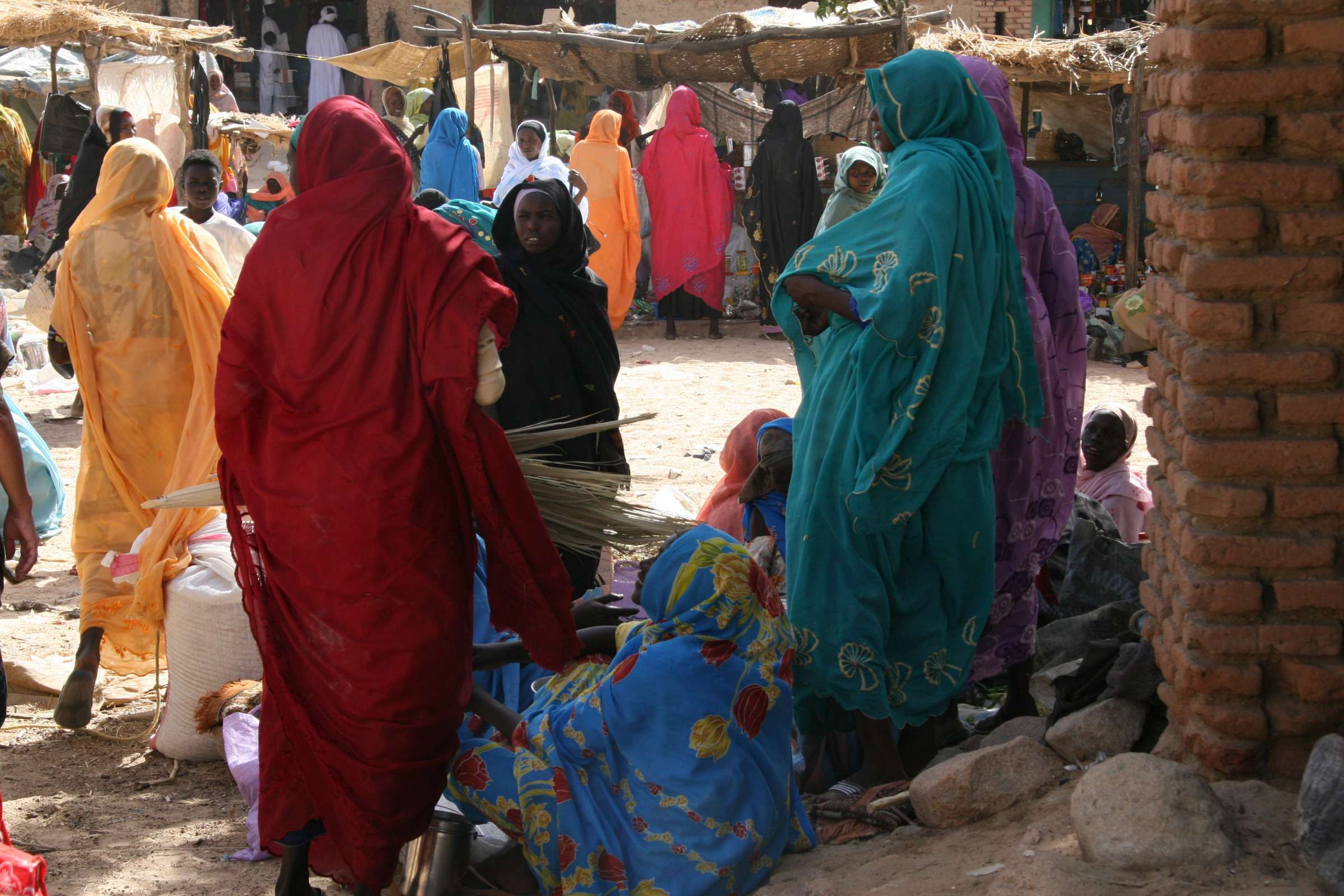
Sudańskie kobiety w kolorowych saubach na targu w Darfurze

Saub (arab. ‏ثوب‎ - strój, również thawb, thobe, tobe) – arabska i muzułmańska szata (zazwyczaj męska), zakrywająca ręce, tułów i sięgającą do kostek. Wykonana z bawełny lub wełny (np. chłodniejszych regionach Syrii i Iraku). Zdarzają się też produkty z jedwabiu (zakazanego w niektórych krajach islamu). Na saub często nakładany jest biszt.